# Strawberry Prince
Strawberry Prince (jap. すとろべりーぷりんす), auch bekannt als Sutopuri (jap. すとぷり), ist eine japanische Boygroup, die 2016 von STPR Records mit Nanamori als Gruppenleiter gegründet wurde. Sie besteht aus den Mitgliedern Nanamori, Jel, Satomi, Colon, Rinu, und Root. Jedes Mitglied wird vertreten durch ein illustriertes Zeichen, wenn es in Medien erscheint.

## Mitglieder
| Name     | Japanischer Name | Farbe    | Geburtsdatum     |
| -------- | ---------------- | -------- | ---------------- |
| Nanamori | ななもり。       | _ Lila   | 23. Juni 1995    |
| Jel      | ジェル           | _ Orange | 28. Juli 1996    |
| Satomi   | さとみ           | _ Pink   | 24. Februar 1993 |
| Colon    | ころん           | _ Blau   | 29. Mai 1996     |
| Rinu     | 莉犬             | _ Rot    | 24. Mai 1998     |
| Root     | るぅと           | _ Gelb   | 25. Oktober 1998 |

### Frühere Mitglieder
| Name    | Japanischer Name |
| ------- | ---------------- |
| Kanna   | かんな           |
| Shiyun  | しゆん           |
| Ketchup | けちゃっぷ       |
| Yuuku   | ゆうく           |

## Diskografie

### Studioalben
| Jahr | Titel                     | Höchstplatzierung, Gesamtwochen, AuszeichnungChartsChartplatzierungen (Jahr, Titel, Platzierungen, Wochen, Auszeichnungen, Anmerkungen) | Anmerkungen                             |
| Jahr | Titel                     | JP | Anmerkungen                             |
| ---- | ------------------------- | --- | --------------------------------------- |
| 2019 | Strawberry Start          | JP2 Gold · (119 Wo.)JP | Erstveröffentlichung: 27. März 2019     |
| 2019 | Strawberry Love!          | JP1 Gold · (141 Wo.)JP | Erstveröffentlichung: 3. Juli 2019      |
| 2020 | Strawberry Next!          | JP2 Platin · (119 Wo.)JP | Erstveröffentlichung: 15. Januar 2020   |
| 2020 | Strawberry Prince         | JP1 Platin · (97 Wo.)JP | Erstveröffentlichung: 11. November 2020 |
| 2022 | Here We Go!!              | JP1 Gold · (38 Wo.)JP | Erstveröffentlichung: 21. Dezember 2022 |
| 2025 | Strawberry Prince Forever | JP1 Gold · (6 Wo.)JP | Erstveröffentlichung: 8. Januar 2025    |

### Single-Alben
| Jahr | Titel                  | Höchstplatzierung, Gesamtwochen, AuszeichnungChartsChartplatzierungen (Jahr, Titel, Platzierungen, Wochen, Auszeichnungen, Anmerkungen) | Anmerkungen                        |
| Jahr | Titel                  | JP | Anmerkungen                        |
| ---- | ---------------------- | --- | ---------------------------------- |
| 2024 | Hajimari no Monogatari | JP1 ×2Doppelplatin · (37 Wo.)JP | Erstveröffentlichung: 5. Juni 2024 |

## Filmografie

### Radiosendungen
- 2019: Strawberry Monday[5]
- 2019–2020: Strawberry Stop Listen![6][7]